# ميناس (إيران)
ميناس هي قرية في مقاطعة سلماس، إيران. يقدر عدد سكانها بـ 491 نسمة بحسب إحصاء 2016.